# Simona Bergoč
Simona Bergoč (1973) je slovenska jezikoslovka, urednica, učiteljica in predavateljica.

## Življenje in delo
Simona Bergoč se je rodila leta 1973 v Kopru. Leta 2002 je na Filozofski fakulteti v Ljubljani magistrirala ìz slovenskega jezika s književnostjo ter primerjalne književnosti. Doktorirala je leta 2008. Ukvarja se s kritično analizo diskurza, ekolingvistiko, akademskim diskurzom ter jezikovnim načrtovanjem, ožje pa se osredotoča na področje vzgoje in izobraževanja. Njeno najpomembnejše delo je znanstvena monografija Slovenci med Balkanom in Evropo.
Zaposlena je bila kot učiteljica na Osnovni šoli Livade Izola ter predavateljica na Fakulteti za Humanistične študije Koper univerze na primorskem. Leta 2010 je bila članica predmetne komisije za nacionalno preverjanje znanja, od leta 2008 pa tudi urednica pri znanstveni reviji Annales. Bila je tudi lektorica na Regionalnem RTV centru v Kopru.
Trenutno živi in dela v Ljubljani, zaposlena pa je na ministrstvu za kulturo pri Službi za slovenski jezik, ki jo je nekaj let tudi vodila ter sodeluje pri različnih nacionalnih in mednarodnih projektih.

## Delo

### Slovenščina med Balkanom in Evropo (2010)
Gre za znanstveno monografijo, ki se ukvarja z vlogo jezika pri konstrukciji nacionalne identitete v medijskem diskurzu ob izbranih prelomnih dogodkih za slovenstvo: razpadu Jugoslavije, državnem osamosvajanju Slovenije in vključevanju Republike Slovenije v Evropsko unijo. Glavno vprašanje, ki si ga postavlja je kakšno vlogo so imela v tem času vprašanja, povezana s slovensko etno-jezikovno identiteto. Z uporabo analize diskurza v presečišču s sociolingvistiko  dokaže, da je družbena vloga slovenščine pomembno povezana s politično realnostjo slovenske družbe, saj je uporaba slovenščine z umiritvi o razmer po osamosvojitvi države izgubila prepričevali potencial in politični naboj.

### Pragmatična analiza dramskih besedil (2003)
Članek raziskuje možne vzroke za pomanjkanje pragmatičnih metod pri pisanju dramskih in drugih umetnostnih besedil. Avtorica trdi, da delitev besedil na umetnostna in neumetnostna, do česar pride predvsem v šolstvu, umetnostna besedila prikrajša za pragmatično obravnavo (ki je uporabljena predvsem pri neumetnostnih besedilih). Besedila so tako vrednotena predvsem kot 'spontana' in 'naravna', taka kategorizacija pa se izkaže za pomanjkljivo, če v obravnavo vzamemo tudi različne vrste močno formaliziranih neumetnostnih besedil (npr. uradniški jezik, pogovor med zdravnikom in pacientom). Ker so dramski dialogi primerljivi s to vrsto neumetnostnih besedil je nesmiselno, da pragmatike ne bi uporabili tudi pri umetnostnih besedilih.

### Grožnja in odgovornost v medijskem diskurzu o nacionalnem jeziku (2009)
Glavni namen članka je predstaviti prevladujoče argumentativne topose v medijskem diskurzu. S Slovenščino sta povezana toposa grožnje in odgovornosti, ki utrjujeta jezikovni ekskluzivizem slovenske narodne skupnosti. Avtorica je preučila komentarje Sobotne priloge Dela v času pred plebiscitom za odcepitev od SFRJ (torej se članek povezuje z delom Slovenščina med Balkanom in Evropo). Pri raziskavi je upoštevala klasične komunikološke kriterije: vpliv medijev, njihovo branost in lastništvo. Pri raziskovanju je uporabila kvalitativno analizo diskurza, ki ni pokazala večjih odstopanj na ravni toposov kot diskurzivnih strategij, kar potrjuje, da sta toposa grožnje in odgovornosti trdno vsidrana v našo družbo ne glede na različne družbene okoliščine pojavljanja.

### Služba za slovenski jezik
Služba deluje pod okriljem ministrstva za kulturo, trenutno je njen predsednik Marko Jenšterle. Prizadeva si za uveljavljanje in razvoj slovenskega jezika na različnih področjih, skrbi za ustreznost zakonskih rešitev in nudi odgovore na jezikovna vprašanja. Služba je nastala kot naslednica Sektorja za slovenski jezik, ki je bil ustanovljen po ukinitvi Urada za slovenski jezik leta 2002.
Njene naloge so sodelovanje z drugimi enotami znotraj ministrstva, spremljanje razvoja slovenskega jezika, priprava predlogov za obravnavo v vladi Republike Slovenije, ki se navezujejo na varstvo in razvoj slovenščine, obravnava pripomb glede uporabe slovenščine kot uradnega jezika itd.

## Izbrana Bibliografija
- Bergoč, Simona, 2010: Slovenščina med Balkanom in Evropo. Koper: Univerza na Primorskem, Znanstveno-raziskovalno središče Koper, Zgodovinsko društvo za južno Primorsko, Univerzitetna založba Annales.
- Bergoč, Simona, 2003: Pragmatična analiza dramskih besedil. Slavistična revija 51/3. 329–340.
- Bergoč, Simona, 2016:"Jezikovna politika je za politične odločevalce vselej dokaj marginalna tema". Dialogi 52/7–8. 10–18.
- Bergoč, Simona, 2009: Grožnja in odgovornost v medijskem diskurzu o nacionalnem jeziku. Annales: Series historia et sociologija 19/2. 423–434
- Bergoč, Simona, 2006: Vloga šole pri jezikovnem načrtovanju. Šolsko polje 17/1-2. 117–125
- Bergoč, Simona, 2008: Večkulturna Evropa. Šolsko polje 19/3-4. 95–109
- Bergoč, Simona, 2008: Karmen Erjavec in Melita Poler Kovačič: Kritična diskurzivna analiza novinarskih prispevkov. Jezik in slovstvo 53/1. 151–153
- Bergoč, Simona, 2008: Družbeni akterji in slovenska kulturna identiteta v medijskem diskurzu dveh obdobij. Jezik in slovstvo 53/6. 69–84